# Планета людей (мини-сериал)
«Планета людей» (англ. Human Planet) — документальный фильм состоящий из восьми эпизодов, выпущенный компанией BBC и транслируемый на канале BBC One в течение января-февраля 2011 года. Сюжет повествует об удивительных историях людей, приспосабливающихся к жизни в разнообразнейших условиях, а также об их отношениях с окружающим миром.
О начале работ над сериалом было объявлено в 2007 году. Съёмки заняли 2 года и проходили в 40 странах, было отснято больше 70 историй в разных уголках Земли. Создатели позиционируют фильм, как проект мирового класса.

## Сюжет
Название сериала с английского языка можно перевести как «Планета людей», что может быть отсылкой к названию известного фильма «Планета обезьян» или же к названию романа Антуана де Сент-Экзюпери «Планета людей» (фр. Terre des hommes). Сюжет сериала раскрывает отношения человека с природой, жизнь и приспособление его к окружающим условиям на планете Земля в различных климатических зонах (пустыни, Арктика, океаны, горы, джунгли и пр.) показывает примечательные способы, которыми люди приспособились к жизни в каждой, окружающей их на Земле, среде.

## Производство
Производственная команда основана на BBC Natural History Unit и BBC Wales.
Впервые в съемках каждой серии принимает участие фотограф Тимоти Аллен, чьи фото-книги дополнят сериал.

### Музыка
Над музыкальным сопровождением к сериалу работал композитор Найтин Соуни. Музыкальный ряд в фильме, по замыслу создателей, должен объединять классическую музыку со множеством культурных влияний, описываемых в сериале, а также демонстрировать всё человеческое разнообразие и природу в сегодняшнем мире. Для записи музыки к фильму привлекались как сольные музыканты, так и Национальный Оркестр Уэльса.

## Эпизоды
Данный проект компании BBC состоит из восьми эпизодов и снимался, в общей сложности, более чем в 80 местах нашей планеты.
| № | Название   | Перевод          | Синопсис |
| - | ---------- | ---------------- | --- |
| 1 | Oceans     | «Океаны»         | 13 января 2011 года. Эпизод о морях и океанах, удивительных рыбацких лодках жителей Палаванского Острова Северо-западных Филиппин и Папуа-Новой Гвинеи, глубоководное ныряние на Филиппинах и серфинг на Гавайях                                                                                      |
| 2 | Deserts    | «Пустыни»        | 20 января 2011 года. Эпизод о мирном сосуществовании между слонами пустыни и пастухами Мали на краю Сахары. |
| 3 | Arctic     | «Арктика»        | 27 января 2011 года. Эпизод об арктическом лагере рассказывает об отношениях жителей полярных областей с их собаками, фольклоре и связях с природой, индивидуальными особенностями людей и событиями в их жизни.                                                                                      |
| 4 | Jungles    | «Джунгли»        | 3 февраля 2011 года. Эпизод снят в Центральноафриканской Республике и повествует о невероятных звуках «баака» — женском многоголосовом пении, а также о ритмичной водной игре на барабанах. |
| 5 | Mountains  | «Горы»           | 10 февраля 2011 года. Эпизод рассказывает о жизни людей в разных горных системах мира: добытчиков серы в Индонезии, охотников, земледельцев, спускателей лавин (в Альпах), охотников Монголии и других.                                                                                               |
| 6 | Grasslands | «Саванны, степи» | 17 февраля 2011 года. Эпизод снят в Эфиопии, и повествует о подготовке шкуры льва для традиционной церемонии борьбы на палках. Также в Монголии оператор Тимоти Аллен снимает сюжет о строительстве юрты.                                                                                             |
| 7 | Rivers     | «Реки»           | 24 февраля 2011 года. Эпизод о Северной Кении и полукочевом народе самбуру раскрывает, почему пение и танец являются важной частью их жизни. Также в эпизоде описывается поездка в Лаос, во время которой команда BBC имеет дело с несколько нежелательным посетителем в их лагере на берегу Меконга. |
| 8 | Cities     | «Города»         | 3 марта 2011 года. Эпизод рассказывает о нескольких эпизодах из жизни людей в различных городах, в том числе о семье, живущей среди мусора Момбасы, также об отношениях индуиста Виджая, живущего в Джайпуре, и почитаемыми в городе обезьянами.                                                      |

## Создатели
- Марк Флауэрс (Mark Flowers) — режиссёр
- Джон Хёрт (John Hurt) — рассказчик
- Найтин Соуни (Nitin Sawhney) — композитор
- Тимоти Аллен (Timothy Allen) — оператор
- Дейл Темплэр (Dale Templar) — продюсер
- Брайан Лейт (Brian Leith) — исполнительный продюсер